# Sookee

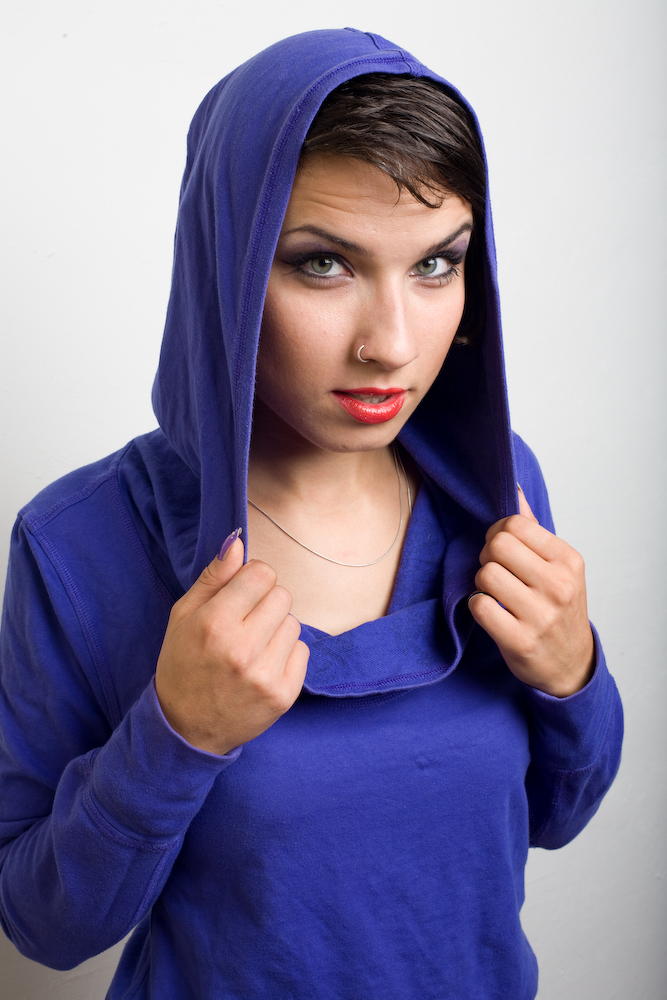
Sookee 2010

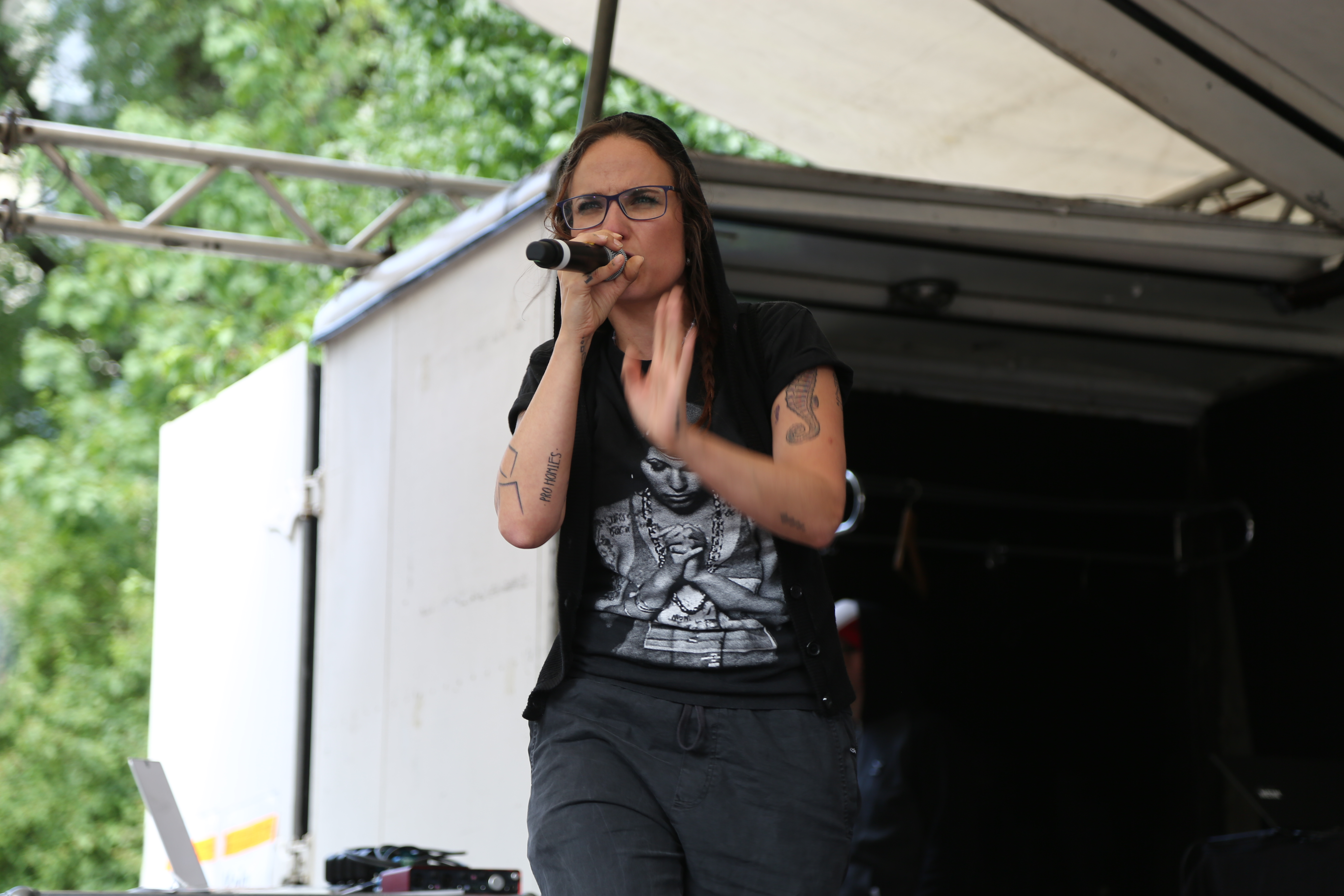
Sookee, 2018

Sookee (* 29. Dezember 1983 in Pasewalk, bürgerlich Nora Hantzsch), auch unter den weiteren Pseudonymen Quing of Berlin sowie Sukini bekannt, ist eine deutsche Rapperin. Sie ergreift für die Queer-Szene Partei und engagiert sich gegen Homophobie und Sexismus im deutschen Hip-Hop sowie gegen Rassismus und Antisemitismus in Deutschland.

## Leben
Hantzschs Familie kommt aus dem heutigen Mecklenburg-Vorpommern. Sie ist das zweite Kind von Eltern, die aus politischen Gründen aus der DDR flüchteten. Ihr Vater saß im Gefängnis, weil er den Dienst an der Waffe verweigerte.
Sie lebte seit 1986 in West-Berlin und ging auf eine Waldorfschule im Stadtteil Steglitz, anschließend auf eine Gesamtschule im Bezirk Schöneberg.
Hantzsch studierte germanistische Linguistik und Gender Studies. Nebenbei engagierte sie sich während der Arbeit mit Jugendlichen gegen Homophobie und Sexismus, zeitweise unterrichtet sie auch an einer reformpädagogischen Schule. Sie ist aktiv beim Verein Cultures interactive e. V., ein Verein zur interkulturellen Bildung und Gewaltprävention.
In ihren Texten beschäftigt sie sich mit Fragestellungen, wie Machtstrukturen und Identitäten in verschiedenen Lebenszusammenhängen verfasst, geäußert und aufgenommen werden. Sookee sieht einen Makel im Hip-Hop hinsichtlich Sexismus, Homophobie sowie Gewalt- und Kapitalismusidealisierung, den sie zu überwinden versucht. Die männlichen Hip-Hopper hätten oft dasselbe Frauenbild wie „Burschis mit Schmiss“. Männlichkeitsentwürfe und (Hetero-)Sexismus im deutschsprachigen Rap sind daher ein größeres Thema bei ihr. Aber auch Frauen, die Hip Hop machen, wie SXTN, warf sie Sexismus vor.
Ihre im Jahr 2009 begonnene Promotion zu männlichen jugendlichen Inhaftierten in der DDR hat sie aufgrund ihrer künstlerischen Karriere abgebrochen.
In einem Interview mit dem Magazin weird bezeichnete sich Hantzsch als „queer“, da sie kein Geschlecht liebe und begehre, sondern konkrete Personen. Die Trennung von hetero und homo fände sie nervig.
Hantzsch unterstützte 2013 die Aktion One Billion Rising mit dem Song One Billion (Sookie erhebt sich) und war an der Mitorganisation des Slutwalks 2011 in Berlin beteiligt. Um eine gesellschaftliche Veränderung zu erzielen, müssten sich jedoch alle Geschlechter empathisch verständigen und sich gegenseitig ineinander hineinversetzen.
In einem Interview mit dem Tagesspiegel sagte sie, sie finde nicht die Härte in Pornofilmen schlimm, sondern die fehlende Darstellung der vorhergehenden Absprachen unter den teilnehmenden Personen. Die Antwort auf schlechte Pornografie sei „nicht keine Pornografie, sondern gute Pornografie“. In der sexuellen Praxis sei ein „Zustimmungskonzept“ wichtig. Zudem befasse sie sich viel mit Internetpornografie. Laut Hantzsch sind alle müde, über Sexismus zu reden, auch sie wünsche sich eine Welt, in der die Gleichstellung realisiert sei und sie es sich leisten könne, „keine Feministin sein zu müssen“. Sie war 2015 mit dem Rapper Refpolk von Schlagzeiln bei Volltreffer zu Gast und initiierte nach den sexuellen Übergriffen in der Silvesternacht 2015/16, zusammen mit 21 anderen Feministinnen, die Kampagne #Ausnahmslos gegen Sexismus und Rassismus. In einem Interview mit Pro Asyl äußerte sie, die Zivilgesellschaft brauche einen langen Atem, um dem Rechtsruck standzuhalten.
Im Dezember 2024 gab Hantzsch bekannt, der Partei Die Linke beigetreten zu sein und deren Bundestagswahlkampf 2025 zu unterstützen.
Hantzsch lebt in Berlin-Neukölln und ist Mutter eines Kindes.

## Künstlerische Karriere
Ihren Künstlernamen entlehnte sie dem von Michelle Pfeiffer gespielten Charakter „Sukie“ aus dem Film Die Hexen von Eastwick. Zunächst war es ihr Pseudonym als Writerin. Ihre politischen Hip-Hop-Texte entwickelte Sookee erst im Laufe ihrer Karriere. Mittlerweile stellt sie sich in ihren Texten auch gegen die, ihrer Meinung nach, vorherrschende Heteronormativität im Hip Hop.
Von 2003 bis 2007 trat sie mit der Crew Profi Rap (zusammen mit Mad Maks und BierPimp) auf und war auf verschiedenen Kompilationen vertreten, unter anderem auf Rap City Berlin und auf mehreren Mixtapes. Am 3. Februar 2006 erschien ihr Debütalbum Kopf, Herz, Arsch beim Berliner Label Springstoff. Ab 2006 versuchte sie sich auch an Spoken Words und anderen lyrischen Experimenten, zum Beispiel auf Poetry Slams.
Durch verschiedene Entwicklungen in ihrer Biografie, ihr Studium und die darauf folgende Politisierung löste sie sich 2008 von ihrem alten Image. Im selben Jahr beteiligte sie sich auch an einer Diskussionsrunde mit Alice Schwarzer, Pyranja, Bianca Ludewig und Hadnet Tesfai zum Thema Feminismus und Hip-Hop.
Sookee engagierte sich in der Bewegung Smash homophobia und trat im Rahmen dessen bei der „1000-Kreuze-in-die-Spree“-Demonstration 2010 auf. Ebenso im Jahr 2008 unterstützte sie die Kampagne Tell someone gegen Gebärmutterhalskrebs mit den Songs Dein Körper, Dein Haus und Sag es weiter.
Am 24. Februar 2010 veröffentlichte Sookee ihr zweites Album Quing bei Springstoff Records. Im gleichen Jahr kam die EP Deine Elstern, eine Kollaboration mit Kobito von der Gruppe Schlagzeiln, ebenfalls über Springstoff auf den Markt. Im Mai 2011 wurde zu Sookees und Tapetes Lied Pro Homo ein Video veröffentlicht, das den aus dem US-amerikanischen Rap stammenden Ausspruch „No homo“ karikieren soll.
Ende 2011 kam das Album Bitches Butches Dykes & Divas heraus. In dem Lied D.R.A.G. greift sie auf ein bekanntes Zitat von RuPaul zurück: „You’re born naked and the rest is drag“.
Auf der 2013 produzierten EP Viel gemeinsam befindet sich ein Remake des Songs Nichts gemeinsam von Danger Dan und dem verstorbenen Rapper NMZS. 2013 unterstützte sie auch Irie Révoltés beim Song Allez! Beat Remix 2.0. Sookee ist Mitglied in der 2013 gegründeten Supercrew Tick Tick Boom. Diese solle ihrer Meinung nicht dazu da sein, um im Hip Hop Zeigefinger schwingend tätig zu sein oder die Bundesprüfstelle für jugendgefährdende Medien zu ersetzen. Es gehe nicht darum, Verbote auszusprechen oder sich moralisch besser anderen gegenüber zu fühlen, sondern eine Erweiterung zum Mainstream-Rap darzustellen. Es ginge nicht um Sanktionen, sondern um Einsichten. In einem Interview mit dem Freitag sagte sie, dass „Offenheit, Verständlichkeit und eine einladende Atmosphäre wichtiger sind als jeder ideologische Dogmatismus“. Dogmen seien anstrengend und nervenaufreibend, daher unterscheide sie zwischen Dogmen und Prinzipien.
2014 unterstützte sie die Online-Casting-Show RAPutation und die Aktion der Frauenrechte-Organisation Pinkstinks Germany gegen die Fernsehreihe Germany’s Next Topmodel. 2015 wurde sie von der Antidiskriminierungsstelle des Bundes (ADS) zur „Botschafterin im Themenjahr gegen Geschlechterdiskriminierung“ ernannt.
Im Januar 2017 veröffentlichte sie ein erstes Video zum Song Q1 von ihrer neuen CD Mortem & Makeup. Die zweite Videoauskopplung Queere Tiere wurde am 10. März veröffentlicht. Das dazugehörige Album erschien am 17. März 2017 und erreichte Platz 89 der deutschen Albumcharts.
Im Oktober 2017 wurde das Video zum Song „Zusammenhänge“, der sich gegen Rechtsextremismus, Diskriminierung und Hass richtet und den Sookee und der Rapper Spezial-K (Kurzer Prozess) 2013 für das Projekt „Spuck auf rechts“ geschrieben hatten, von YouTube wegen vermeintlichen Verstoßes gegen das Verbot von Hassreden vorübergehend entfernt.
Im Oktober 2019 produzierte und veröffentlichte Hantzsch unter dem Pseudonym Sukini das Album Schmetterlingskacke, das sich musikalisch an Kinder und Jugendliche orientiert. Die Texte wurden allerdings für Menschen aller Altersstufen geschrieben und sollen kritisch sein sowie zum Nachdenken anregen.
Ende 2019 gab Hantzsch bekannt, ihre Rapkarriere als Sookee zu beenden. Weiterhin will sie sich aber als Sukini der Musik für Kinder widmen. Diesen Schritt begründete sie mit der kapitalistisch organisierten Musikindustrie, die sie als feministische Musikerin zu sehr vereinnahmt.
Seit 2020 schreibt sie Kolumnen im Veto Magazin und bei links bewegt.

## Kritik
Der Song Pro Homo wurde kritisiert, da er lediglich die Intoleranz gegenüber Lesben und Schwulen im Blick habe und es versäume, die Ausschlüsse anderer Minderheiten zu thematisieren. Sookee versuchte in ihren Alben mit den Tracks Lernprozess und Lernprozess 2 teilweise auf die geäußerte Kritik an ihren Texten einzugehen. Nachdem Sookee im Jahr 2016 im Vorfeld einer Veranstaltung im SchwuZ aufgrund ihres Liedes If I Had A Transfeindlichkeit vorgeworfen wurde, sagte sie den Auftritt ab, und erklärte dazu später, es habe sie als Feministin verletzt, als transmisogyn bezeichnet zu werden.

## Auszeichnungen
- 2018: Louise-Otto-Peters-Preis[62]
- 2020: Ehrenpreis für gesellschaftliches Engagement des Clara-Zetkin-Frauenpreises[63]
- 2024: gemeinsam mit der Schriftstellerin Sophie Sumburane: Walter-Mossmann-Preis[64]

## Diskografie
- 2006: Kopf Herz Arsch (Springstoff)
- 2010: Quing (Springstoff)
- 2010: Deine Elstern (mit Kobito) (Springstoff)
- 2011: Bitches Butches Dykes & Divas (Springstoff)[65][66]
- 2013: Parole Brückenbau EP (Springstoff)[67]
- 2013: Viel gemeinsam (EP, Springstoff/Tick Tick Boom)[67]
- 2014: Lila Samt (Springstoff)
- 2017: Mortem & Makeup (Buback)
- 2019: Schmetterlingskacke (Karussell) (unter dem Pseudonym Sukini)
- 2022: Toxisch (mit Gazal)
- 2023: Da haben wir den Salat (Karussell) (unter dem Pseudonym Sukini)